# Műgyűjtők Erdélyben
Műgyűjtők – műtárgyak tervszerű gyűjtői és gondozói, főleg művészeti munkákból, könyvekből és fényképekből álló magángyűjtemények megteremtői és birtokosai. Az erdélyi magyarság műveltségének – elsősorban írásbeliségének – dokumentációiként az ilyen kollekciók csak ott válhattak maradandó értékké, ahol idejében egy-egy irodalmi múzeum, könyvmúzeum vagy levéltár megőrzésébe kerültek, esetleg letét formájában. Felmérhetetlen s máig számba nem vett az a kár, amit a műgyűjtemények elszóródása vagy megsemmisítése során az erdélyi magyar művelődéstörténet az 1919 óta többször is változó rendszerekben elszenvedett, különösen iskolai, egyházi és művelődési intézményei felszámolása vagy államosítása során.
Szomorú példa Adorján Emil Nagyváradot ábrázoló rézmetszet-gyűjteményének, Diamant Izsó nevezetes kolozsvári ex libris-kollekciójának eltűnése, Bánffy Miklós Goethe-kiadványokban gazdag bonchidai könyvtárának megsemmisülése, Gaál Gábor Korunk-levéltárának elkallódása, Jordáky Lajos nemzetközi munkásmozgalmi, sajtó- és színháztörténeti hagyatékának szétdúlása. Ami a nagyrészt zúzdába került magyar iskolai és egyházi könyvtárak balsorsát illeti, csak részben vigasztaló, hogy egyes történelmi könyvtáraknak sikerült kincseiket máig átmenteniük, vagy mint a Teleki Téka esetében, letétként ide bejutottak, akár a Sényi László hagyatékában foglalt KZST-iratok, akár az orientalista Antalffy Endre, majd Turnowsky Sándor gazdag könyvtári és levéltári gyűjteményei.
Mintaszerű volt az aradi Szabóné Ferencz Irma porcelán- és stílbútormentő akciója, a nagyváradi Dászkál István és Dajbukát Ferenc, valamint a gyergyószentmiklósi műgyűjtő, Elekes Vencel gondoskodása, mellyel képzőművészeti gyűjteményeiből egy utólag róla elnevezett képtárt hagyott városára, vagy ahogyan az ugyancsak műgyűjtő csíkszeredai Gáll Ferenc tanító városának hagyta örökül képzőművészeti és népművészeti gyűjteményét. A zsögödi Nagy Imre is valóságos múzeumot hagyott hátra grafikáiból és festményeiből, akárcsak Bene József Sepsiszentgyörgyön. Az írók esetében azonban csak ott alakult ki legalább egy-egy emlékszoba, ahol maga a család gondoskodott róla, általában azonban az írói hagyatékok kárba vesztek. Megoldatlan maradt Temesvárt Franyó Zoltán világirodalmi könyvgyűjteményeinek s műfordítói kéziratainak kellő védelme. Viszont 1992-ben Kolozsvárt az EME segítségével sikerült az író egykori lakhelyén berendezni és megnyitni a Szabédi László emlékszobát.
Bár egy időben történt már kísérlet arra, hogy a bukaresti Román Irodalmi Múzeumnak magyar részlege is legyen magyar irodalmi hagyatékok megőrzésére, szórványos anyagbegyűjtésen túl a terv sikertelen maradt. A romániai magyar sajtóban ismételten sürgetett önálló Erdélyi Magyar Irodalmi Múzeum felállítására a fokozódó politikai nyomás következtében nem került sor.